# Al·lifes
Al·lifes (llatí: Allifae grec antic: Ἄλλιφα) va ser una ciutat del Samni a la vall del Vulturnus sota un grup de muntanyes anomenades Monte Matese. Era prop de la frontera amb la Campània. Plini el Vell i Sili Itàlic diuen que era un municipi romà de la Campània, però Estrabó l'anomena una ciutat samnita. Avui es diu Alife.
Roma la va ocupar l'any 326 aC a la Segona Guerra Samnita però després els romans la van perdre fins que la va reconquerir Gai Marci Rútil el 310 aC. L'any 307 aC el procònsol romà Quint Fabi Màxim Rul·lià van aconseguir una gran victòria contra els samnites sota de les mateixes muralles d'Al·lifes.
Durant la Segona Guerra Púnica el seu territori va ser ocupat alternativament pels romans i per Hanníbal, segons Titus Livi, que no diu si van ocupar també la ciutat. Estrabó diu que va ser una de les poques ciutats samnites que no va patir durant la Guerra social
El Triumvirat va establir una colònia a la ciutat. Durant l'Imperi va ser un lloc important, i Hadrià hi va construir molts edificis públics. Els Itineraris la situen a la via Llatina, que anava directa de Roma a Beneventum, a uns 20 km de Teanum. S'ha conservat una gran part del territori antic, les muralles i algunes portes, i altres vestigis, com les restes d'un teatre i d'un amfiteatre, i considerables ruïnes de les termes, que semblen de gran fastuositat.